# Хабени (Дамбовица)
Хабени (рум. Hăbeni) насеље је у Румунији у округу Дамбовица у општини Букшани. Oпштина се налази на надморској висини од 206 m.

## Становништво
Према подацима из 2002. године у насељу је живело 1421 становника, од којих су сви румунске националности.